# Hadängs lövskog
Hadängs lövskog är ett naturreservat i Tidaholms kommun i Västra Götalands län.
Området är skyddat sedan 2011 och är 56 hektar stort. Det är beläget 8 km söder om Tidaholm nordost om Velinga kyrka och består av öppna hagmarker, betad skog, ädellövskog och fuktig lövskog. I söder gränsar reservatet till Aplagårdsskogen.

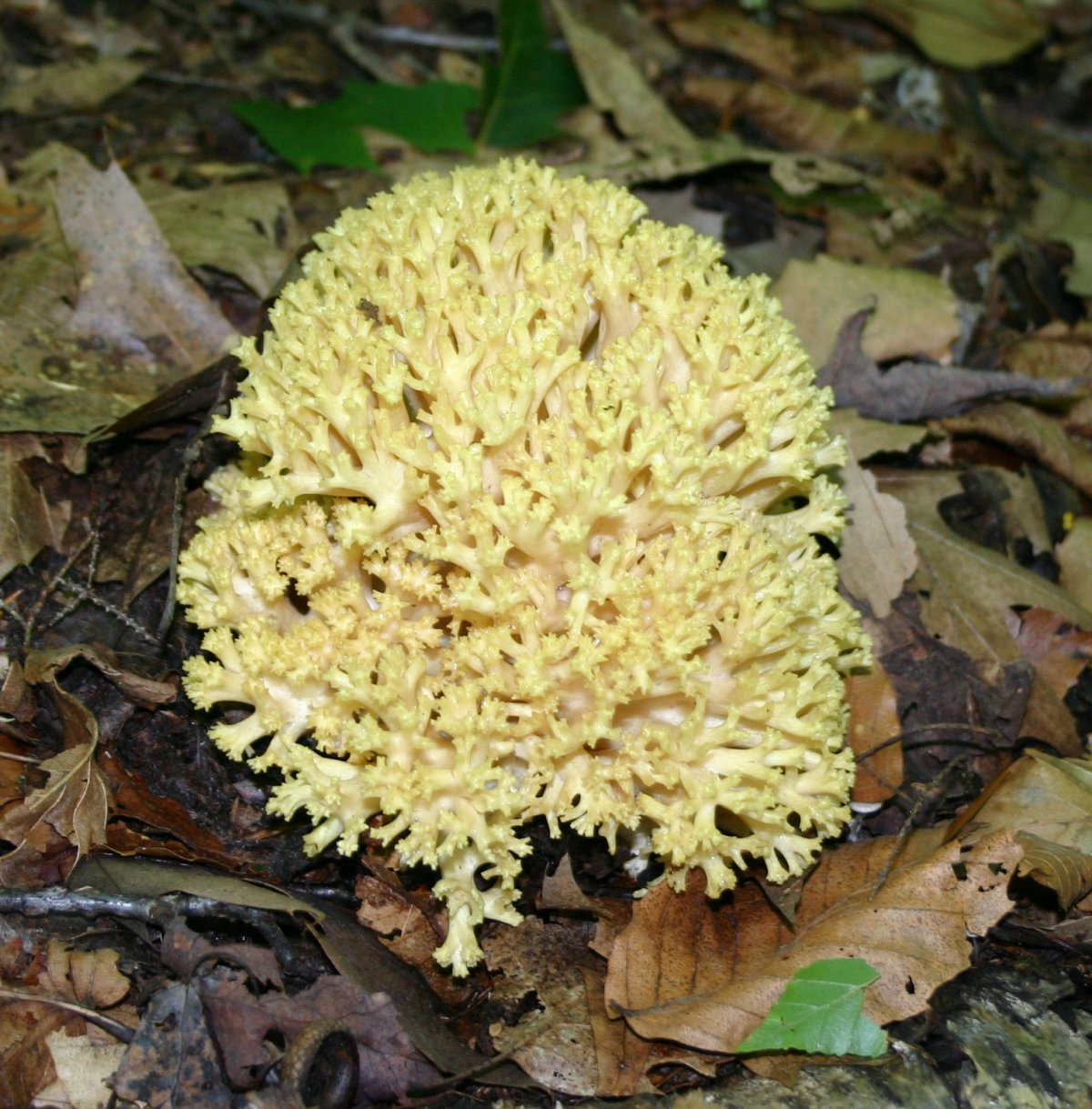
Kandelabersvamp

Naturreservatet omfattar en del av Bryntadalens nord- och nordvästvända sluttningar. Marken är mycket kuperad och terrängen är blockrik  med flera diffusa källflöden. Längst ner i sluttningen rinner en bäck. På sluttningen växer lövskog med stort inslag av ädellövträd. Längst upp på höjden samt på delar av sluttningarna finns betesmarker med höga floravärden. Den fuktiga marken medför att tjocka mossfällar breder ut sig över stenar och trädbaser. De lägre och fuktigaste partierna domineras av klibbalskogar. 
Höjden är torrast och näringsfattigast har ett stort inslag av björk och en del barrträd. Hela lövskogsområdet har ett stort inslag av ek. Det förekommer även trädslag som lind, alm, fågelbär och hassel. I skogen finns gott död ved som torrträd och lågor. 
Skogens höga luftfuktighet har gett upphov till en intressant kryptogamflora och området hyser flera rödlistade och signalarter i form av mossor, lavar och svampar. 
Den ömsom blöta, ömsom torra marken i naturreservatet är hem för en rad ovanliga växter och svampar som exempel lungört, stinksyska, slåttergubbe, gråfibbla, kandelabersvamp och alsopp. Floran är i övrigt ganska artrik i de öppna partierna. På våren breder sig vida vitsippsmattor ut sig i reservatet.